# Cucù (gioco di carte)
Cucù (detto anche, a seconda delle zone in cui è praticato, Cucco, Cucùlo, Cucùscio, Passa l'asso, Asso che corre, Asso che fugge, Asso fuggente, Saltacavallo, Pigghia l'assu, Morto, Cuccu, Picuzzo, Picozzo, Asucafuce, Susamiello ca’ fuje) è un gioco di carte che si pratica con un mazzo di 40 carte divise in quattro semi: cuori, quadri, fiori, picche (semi francesi) oppure coppe, denari, bastoni, spade (semi italiani).
Le carte per ciascun seme sono: asso, 2, 3, 4, 5, 6, 7, fante, donna (semi francesi) o cavallo (semi italiani), re. Ad esse sono attribuiti valori dall'uno al dieci, nell'ordine elencato.

## Regole del gioco
Il gioco del cucù è praticato in modi anche sensibilmente diversi a seconda delle tradizioni locali. Le regole dunque possono essere varie. 

### Scopo del gioco
Il cucù è un gioco a eliminazione: i giocatori che perdono, infatti, escono dalla partita, e vince l'ultimo giocatore che resta in gioco fino alla fine. A seconda delle regole, ai giocatori possono essere concesse anche più "vite": in questo caso, il giocatore che perde avrà una "vita" in meno, e si viene eliminati quando si perdono tutte le "vite". Queste ultime possono essere rappresentate da una somma in denaro, e tutte le "vite" perse vanno a formare il montepremi finale, che sarà aggiudicato al vincitore alla fine della partita.

### Preparazione
Si gioca da 2 a 20 persone, ma è possibile superare questo limite aggiungendo altri mazzi. Si stabilisce quante "vite" hanno i giocatori.

### Distribuzione delle carte
Dopo aver mescolato le carte e fatto tagliare il mazzo dal giocatore alla sua sinistra, il mazziere distribuisce in senso antiorario una carta coperta per ciascun giocatore, poi mette da parte, coperto, il mazzo delle carte rimanenti.

### Giocata
Si gioca in senso antiorario. Il giocatore alla destra del mazziere inizia il gioco. Durante il proprio turno, il giocatore decide se tenere la propria carta o scambiarla con quella del giocatore successivo, il quale non può rifiutarsi di cederla, a meno che non abbia in mano un re di qualunque seme (il cucù): in questo caso lo scambio non è permesso, e il giocatore che ha il re mostra la carta dicendo cucù. Il cucù si gira solo se il precedente giocatore chiede di cambiare. Al proprio turno, il mazziere può tenere la propria carta o spaccare il mazzo prendendo una carta casuale, ferma restando la clausola del cucù detta sopra.
Il mazziere non guarda la propria carta sino al termine del giocatore precedente

### Conclusione della mano
Quando anche il turno del mazziere è finito si scoprono tutte le carte e chi ha la carta di valore più basso perde una "vita". Se due o più giocatori possiedono la carta di valore più basso, ciascuno di essi perde una "vita". Chi ha terminato le proprie "vite" è "morto", ed esce dal gioco. Procedendo ad eliminazione, l'ultimo rimasto vince la partita.

## Scelta del mazziere
Per quanto riguarda la scelta del primo mazziere, essa può avvenire in diversi modi, spesso coincidenti con quelli utilizzati per scegliere il mazziere in altri giochi: di solito si distribuisce, in ordine antiorario e partendo da una persona a caso, una carta ciascuno e viene scelta la persona che ha ricevuto la seconda carta di quadri (o denari) o il dieci di denari. Ma si può anche, se i giocatori sono pochi, far pescare una carta a ciascuno e assegnare il mazzo a chi prenda la carta più alta  o ancora prendere una carta dal mazzo e contare il numero della carta in senso antiorario: chi verrà indicato per ultimo sarà il mazziere.

## Situazioni limite e varianti
Di seguito, una lista di possibili situazioni di gioco che, in base alle regole stabilite localmente, possono essere risolte in vari modi
- Mazziere Re: In alcuni tavoli, se il mazziere è in possesso di un Re (10), la mano si chiude immediatamente senza scambiare le carte.
- Ponte: Se la persona a cui viene chiesta una carta ha in mano un cavallo (o una donna, se si gioca con le carte francesi) lo mostra e lo scambio verrà effettuato con il giocatore successivo (da qui il nome Saltacavallo con cui il gioco è chiamato in alcune regioni d'Italia. Saltacavallo è tuttavia più propriamente il nome di un altro gioco tipico delle carte napoletane). Se il possessore del cavallo è il mazziere, il giocatore precedente, volendo, deve pescare la carta dal mazzo, dato che dopo il mazziere non ci sono giocatori con cui cambiare la carta. Se anche il giocatore successivo al possessore del cavallo possiede un cavallo, lo scambio verrà effettuato con il secondo giocatore successivo.
- Bussata: Un'altra variante molto diffusa è quella per cui è vietato ai giocatori toccare la carta appena distribuita dal mazziere pena la perdita di una vita. I giocatori potranno toccare e guardare la propria carta solo dopo che il mazziere avrà "bussato" sul tavolo a fine distribuzione. Anche il mazziere non può toccare di nuovo la carta né guardarla dopo aver completato la distribuzione e prima di aver bussato.
- Morto: Se chi è ancora in gioco parla o dà retta a un giocatore eliminato, deve cedergli una delle proprie puntate; l'unico autorizzato a parlare con i "morti" è il mazziere, che invece non è soggetto a penalità. Questo deve avvenire non appena vengono distribuite le carte e durante la partita e non durante la raccolta e la mescolata delle carte. Se è l'ultima, deve cedere anche la carta e il nuovo "resuscitato" continua il giro partecipando con la stessa carta vinta. Di solito si obbliga il mazziere, pena la perdita di una vita, ad elencare i "morti" prima di consegnare le carte e se quest'ultimo, inavvertitamente, consegna una carta a un giocatore morto dovrà consegnargli una delle sue vite. In caso di dubbio se effettivamente vi sia stata una conversazione tra un giocatore in gara e un morto sarà il mazziere in corso a fare da arbitro. All'ultimo giro, quando restano solo due concorrenti, la variante del "morto" non viene più applicata.
- Dieci di denari: Una variante molto utilizzata è quella che regala una vita dal piatto al giocatore che si trova in mano il dieci di denari, che infatti per molti è il simbolo assoluto del gioco in maniera simile alla variante Re Mazziere. Si può decidere che lo stesso valga per il mazziere che prenda il dieci dal mazzo andando a monte. In alcune varianti il dieci denari capitato ad un giocatore addirittura blocca tutte le carte e fa finire il turno senza dare la possibilità a nessuno di cambiare. Chiunque abbia tre vite non può usufruire di questa regola.
- Asso di denari: Meno frequente è questa variante, pur da alcuni utilizzata, per cui l'asso di denari fa perdere due vite anziché semplicemente una.
- Il Mamone: Altra variante diffusa nella provincia  di Bari è quella per la quale chi gira il 3 di bastoni (detto Mamone) perde istantaneamente una vita. Il turno di gioco prosegue poi regolarmente ma il Mamone non concorre al determinare la carta più bassa di quella mano; il giocatore rientrerà in gioco il turno successivo se in possesso di altre vite. Se il Mamone non è dichiarato o è scambiato con un altro giocatore, viene riconsegnato a chi lo possedeva che perde tutte le vite.
- Pareggio: Nel caso i finalisti (che possono essere 2, ma anche 3 o 4 al massimo, per via dei semi delle carte) abbiano 1 sola vita, in caso di pareggio, tutti i giocatori riprendono una vita dal montepremi e tornano in gioco, anche se i finalisti hanno precedentemente concordato di dividere il montepremi.

## Il Cucù abruzzese di Campli e Montorio al Vomano
Si tratta di una variante che viene giocata nei paesi del teramano abruzzese, soprattutto a Campli e Montorio al Vomano; praticato in zona già nel '700, è stato riscoperto dallo studioso Nicolino Farina; esistevano tre varianti chiamate "Gnaf - Bum - Cacaccio". Il Farina ha fatto ristampare nel 2011 i mazzi di carte in forma anastatica, in cui appaiono delle figure curiose, come il cavallo, il gatto, il matto, il tuffo, il mascherone, il grattaculo, dunque si usavano figure e semi diversi da quelli oggi più consueti del mazzo di carte napoletane. Prima della ristampa di Farina, i mazzi furono ristampati tra il 1880 e il 1928 a Bari dall'editore Murari.